# Bernburg (district)
Districtul Bernburg a fost un Kreis în landul Saxonia-Anhalt,  dela data de 1. iulie 2007 a devenit Salzland (district), Germania. 
1. ↑  Bundesgesetzblatt, 27 septembrie 2004, p. 2350